# Verena Hartmann
Verena Hartmann (nascida em 29 de março de 1974) é uma política alemã que fez parte do partido Alternativa para a Alemanha (AfD) e, desde 2017, é membro do Bundestag, o órgão legislativo federal.

## Vida e política
Hartmann nasceu em 1974 na cidade de Räckelwitz na Alemanha Oriental e tornou-se comissária de polícia em 2002.
Hartmann ingressou na AfD em 2016 e depois das eleições federais alemãs de 2017 tornou-se membro do Bundestag.